# Яхмір Гіка
Яхмір Гіка (алб. Jahmir Hyka; нар. 8 березня 1988, Тирана) — албанський футболіст, що грав на позиції півзахисника. Відомий за виступами в низці албанських і закордонних клубів, а також національну збірну Албанії.

## Клубна кар'єра
Яхмір Гіка народився 1988 року в місті Тирана, та є вихованцем футбольної школи клубу «Динамо» (Тирана). У 2006 році він був переведений до основної команди клубу, проте за короткий строк перейшов до норвезького клубу «Русенборг». У 2007 році футболіст перейшов до грецького клубу «Олімпіакос», проте керівництво пірейського клубу віддало гравця в оренду на батьківщину до клубу «Тирана». У 2008 році Гіка перейшов до німецького клубу «Майнц 05», проте до основного складу команди не пробився, і в 2010 році албанський півзахисник перейшов до грецького клубу «Паніоніос». За півроку футболіст знову грав у складі клубу «Тирана».
У 2011 році Яхмір Гіка перейшов до складу швейцарської команди «Люцерн», де швидко став гравцем основного складу. У складі люцернської команди грав до 2017 року, та зіграв у складі «Люцерна» 161 матч у чемпіонаті.
У 2017 році албанський півзахисник перейшов до клубу MLS «Сан-Хосе Ерзквейкс», у складі якого грав до кінця 2018 року. У 2019—2020 руках Гіка грав в ізраїльських клубах «Маккабі» (Нетанья) і «Секція Нес-Ціона». У 2020—2021 роках албанський півзахисник грав у китайському клубі «Гуйчжоу Чжичен».
Завершив ігрову кар'єру Гіка в команді «Теута», за яку виступав протягом 2022 року.

## Виступи за збірні
У 2002 році Яхмір Гіка дебютував у складі юнацької збірної Албанії, загалом на юнацькому рівні взяв участь у 9 іграх, відзначившись 2 забитими голами.
Протягом 2007—2008 років Гіка залучався до складу молодіжної збірної Албанії. На молодіжному рівні зіграв у 7 офіційних матчах, забив 1 гол.
У 2007 році Яхмір Гіка дебютував у складі національної збірної Албанії. У складі збірної грав до 2018 рокув, та провів у її формі 47 матчів, у яких відзначився 2 забитими голами.